# Мэджи, Фрэнсис
Фрэ́нсис Мэ́джи (англ. Francis Magee; 7 июня 1969 года, Дублин) — ирландский актёр, известен по роли Лиама Тайлера в долговременной британской мыльной опере «Жители Ист-Энда» с 1993 по 1995 гг. Он также появился во множестве телевизионных шоу и полнометражных фильмах, включая «Сахара» (2005), «Слоёный торт» (2004) и «Зов» (2000). Он исполнил роль Ордгара, хускерла, который вёл контингент Кроухёрста, в сериале «1066: Битва за Средиземье» (2009), реконструкции года трёх битв с английской точки зрения.
Мэджи тренировался в The Poor School в Лондонском Королевском кресте.
Он играет роль Виктора Роденмара младшего в телесериале канала Nickelodeon «Обитель Анубиса». Мэджи также сыграл Йорена, члена Ночного Дозора, в первом и во втором сезонах сериала «Игра престолов» на канале HBO.

## Фильмография
| Год       | Название на русском               | Название на английском           | Роль                 | Примечания |
| --------- | --------------------------------- | -------------------------------- | -------------------- | ---------- |
| 2019      | Ведьмак                           | The Witcher                      | Йурга                | телесериал |
| 2017      | Лига справедливости               | Justice League                   | древний король людей | фильм      |
| 2015      | Чужестранка                       | Outlander                        | Креншоу              | телесериал |
| 2015      | Смерть в раю                      | Death in Paradise                | Стиви Смит           | эпизод 4.5 |
| 2013      | Библия                            | The Bible                        | царь Саул            | телесериал |
| 2012      | Плохие                            | Misfits                          | Дэн Вуластон         | телесериал |
| 2011-2013 | Обитель Анубиса                   | House of Anubis                  | Виктор Роденмар-мл.  | телесериал |
| 2011-2012 | Игра престолов                    | Game of Thrones                  | Йорен                | телесериал |
| 2010      | Переживая за Боя                  | Worried About the Boy            | Джерри О'Дауд        | телефильм  |
| 2009      | 1066: Битва за Средиземье         | 1066 The Battle for Middle Earth | Ордгар               | телесериал |
| 2007      | Пип-шоу                           | Peep Show                        | Оргазоид             | телесериал |
| 2005      | Сахара                            | Sahara                           | Фьюз Каттер          | фильм      |
| 2005      | Хирург с Трафальгарского сражения | Trafalgar Battle Surgeon         | доктор Уильям Битти  | телефильм  |
| 2004      | Слоёный торт                      | Layer Cake                       | лодочник Пол         | фильм      |
| 2000      | Зов                               | The Calling                      | Кармак               | фильм      |
| 1993-1995 | Жители Ист-Энда                   | EastEnders                       | Лиам                 | телесериал |